# Čivčije Bukovačke
Čivčije Bukovačke är en ort i Bosnien och Hercegovina.   Den ligger i entiteten Republika Srpska, i den centrala delen av landet, 110 km norr om huvudstaden Sarajevo. Čivčije Bukovačke ligger 135 meter över havet och antalet invånare är 773.
Terrängen runt Čivčije Bukovačke är platt åt nordväst, men åt sydost är den kuperad. Čivčije Bukovačke ligger nere i en dal.Närmaste större samhälle är Doboj, 6,9 km söder om Čivčije Bukovačke. 
Omgivningarna runt Čivčije Bukovačke är en mosaik av jordbruksmark och naturlig växtlighet. Runt Čivčije Bukovačke är det ganska tätbefolkat, med 67 invånare per kvadratkilometer.